# Domácí švestka

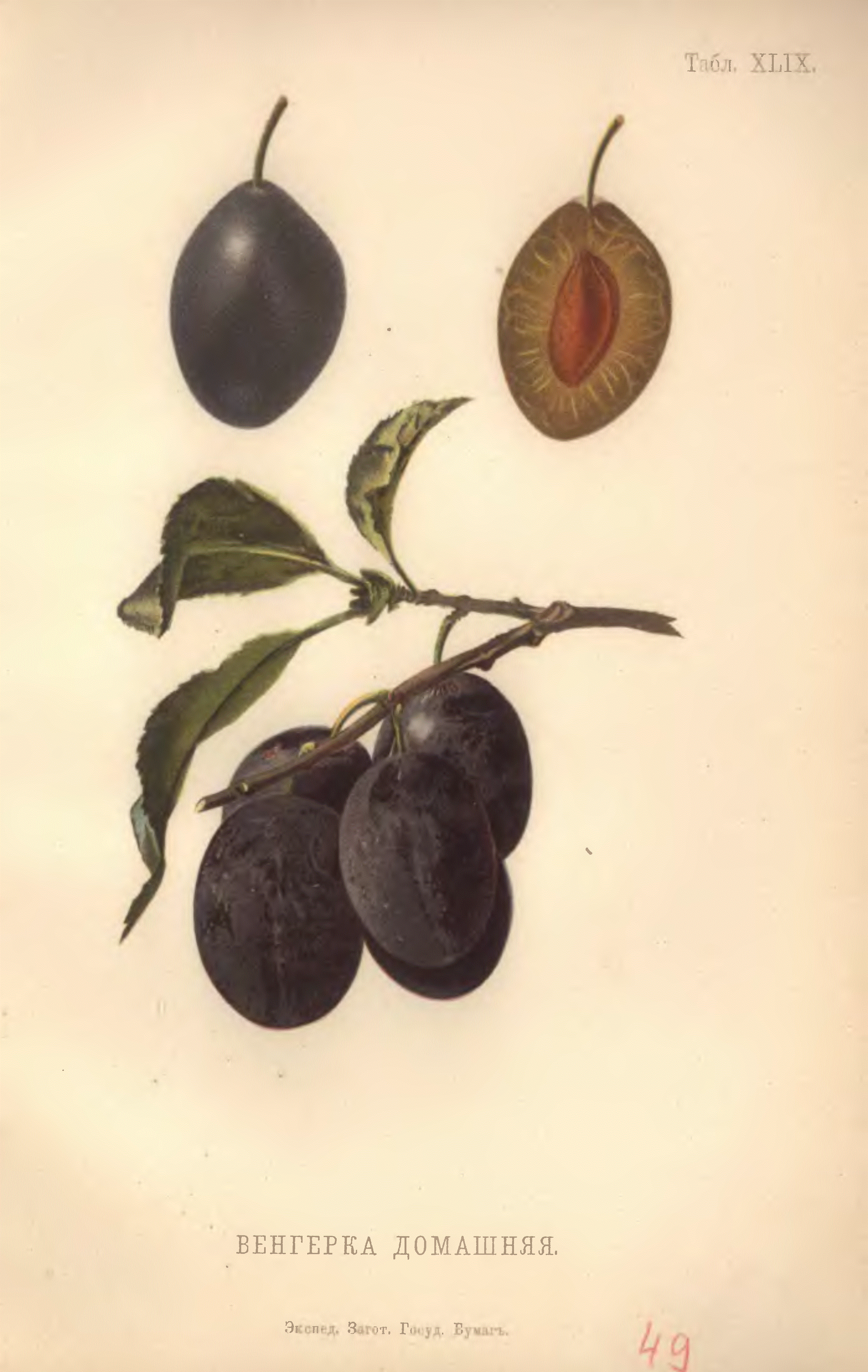

Domácí švestka (Prunus domestica 'Domácí švestka') je ovocný strom, kultivar druhu slivoň z čeledi růžovitých. Plody středně velké až větší, s tmavomodře fialovou slupkou, ojíněné, aromatické, vhodné pro konzum i na zpracování. Je samosprašná. Zraje v druhé dekádě až druhé polovině září. Nejkvalitnější slivoňová odrůda, je poškozována šarkou. Vzhledem k promoření ČR šarkou byla nahrazena v sortimentu rezistentními odrůdami. Je na okraji zájmu zahrádkářů, pro tržní výrobu se v ČR nepoužívá. Přesto se stále jedná o nejrozšířenější švestku pěstovanou v ČR.

## Další názvy
Názvem Domácí švestka je označována skupina typů slivoní které však lze dále členit na odrůdy nazvané Domácí švestka muškátová, Dolanka, Dolanka malotická, Dolanka turská, Čachtická švestka, Broskvoňová modrá, Domácí švestka Jiráskova, Domácí švestka kostelecká, Domácí švestka kouřimská, Domácí švestka Pacholíkova, Domácí švestka patřínská, Domácí švestka pozdní, Domácí švestka předmostecká, Domácí švestka Srbova raná, Domácí švestka Srbova velká, Domácí švestka šlapanická, Domácí švestka toušická, Domácí švestka vinická, Gemerská, Hamanova švestka.
Pro tuto skupinu odrůd nazývanou Domácí švestka jsou běžně používány následující označení
- kadlátka
- karlátky
- trnky

V jiných zemích jsou používány různé názvy, například ve Velké Británii German Prune, ve Německu Hauszwetschke.

## Původ
Stará odrůda švestky, původem z Malé Asie, introdukovaná do Evropy slovanskými kmeny. Odrůda byla zařazena mezi registrované odrůdy v roce 1954.

## Vlastnosti
Plodnost vysoká, pravidelná, plodí brzy po výsadbě. Je uváděno, že je samosprašná Zraje v druhé dekádě až druhé polovině září. Odrůda je mimořádně náročná na podmínky. Vyžaduje teplé osluněné polohy, propustné živné půdy s dostatkem vlhkosti.

## Plod
Plod podlouhlý, středně velký, s tmavomodře fialovou slupkou, ojíněné, aromatické, vhodné pro konzum i na zpracování. Dužnina je zelenožlutá až žlutooranžová, chutná, obvykle jde dobře od pecky.

## Choroby a škůdci
Velmi citlivá k šarce.